# Kafeszan
Kafeszan (pers. كافشان) – miejscowość w Iranie, w ostanie Isfahan. W 2006 roku  liczyła 1655 mieszkańców w 443 rodzinach.